# Хмельницкий, Александр Исаакович
Алекса́ндр Исаа́кович Хмельни́цкий (18 октября 1889, Одесса — 7 декабря 1919, Москва) — украинский советский государственный и политический деятель, адвокат, комиссар юстиции Одесской советской республики, народный комиссар юстиции Украины, входил во Временное рабоче-крестьянское правительство Украины, член ЦК КП(б)У.

## Биография
Сын правоведа и публициста Исаака Абрамовича Хмельницкого (1861—1941), автора трудов в области уголовного права и процесса, судопроизводства, истории адвокатуры и общих вопросов права, профессора Одесского института народного хозяйства. Мать — Виктория Моисеевна Хмельницкая (1861 — 7 сентября 1904). Брат (по отцу) — писатель Сергей Хмельницкий (1907—1952), сестра — Наталья Исааковна Изразцова (1888—1965), член партии эсеров.
В 1911 году окончил юридический факультет Императорского Новороссийского университета в Одессе. Работал помощником присяжного поверенного и присяжным поверенным. В 1917 году редактировал газету «Голос пролетария», член исполкома Одесского совета, председатель одесского комитета партии большевиков, секретарь Одесского губкома РСДРП (б).
С 30 января 1918 года был комиссаром юстиции Одесской советской республики.
В марте 1918 года переехал в Москву, работал юрисконсультом, заведующим отделом публикаций законов СНК РСФСР. С 28 ноября 1918 по май 1919 года занимал должность наркома юстиции во втором советском правительстве Украины. По его предложению при наркомате юстиции была утверждёна специальная комиссия, на которую возлагалась задача создать «систему социального и карательного уголовного красного права и тем закрепить на Украине новый порядок и новую жизнь». А. Хмельницкий руководил разработкой первой Конституции Украинской Советской республики (1919). В том же году был назначен председателем Малого совета СНК Украины, членом Президиума ВУЦИК, председателем Высшего партийного суда ЦК КП(б)У, уполномоченным Совета обороны и ЦК КП(б) Украины на Волыни и в Одессе. После вступления добровольческой армии в Киев, правительство большевиков переехало в Москву. В сентябре 1919 года А. Хмельницкий также был отозван в Москву, где работал заместителем начальника политуправления войск внутренней охраны РСФСР.
Заболевшего в конце ноября воспалением лёгких, А. Хмельницкого поместили в больницу, где 7 декабря 1919 года страдавший хроническим туберкулёзом Хмельницкий умер. Похоронен на Донском кладбище Москвы. Надпись на надгробном памятнике гласит: «Революционеру-Большевику и неутомимому труженику в социалистическом строительстве, первому народному комиссару юстиции УССР Александру Исааковичу Хмельницкому (родился 18/X 1889 г. — скончался 7/XII 1919 г.) от Правительства УССР».

## Семья
Двоюродные братья — филолог Григорий Александрович Гуковский и историк Матвей Александрович Гуковский.

## Научная деятельность
Автор первых работ по советскому праву на Украине, ряда публикаций в области юриспруденции, в том числе, труда «Исполнительное производство. Красное право и красный суд» (изд. 1921). Разрабатывал «Кодекс социального и карательного красного права», который должен был урегулировать правовую жизнь в республике.

## Память
- 5 января 1920 года одесские коммунисты переименовали в его честь улицу Садовую (с 1911 по 1917 гг. носила имя П. Столыпина). Улица А. Хмельницкого просуществовала в Одессе до 19 ноября 1941 года, когда румынские оккупационные власти снова вернули ей историческое название.
- 8 декабря 1920 года именем А. Хмельницкого был назван Одесский гуманитарно-общественный институт, созданный летом 1920 г. на базе юридических и историко-филологических факультетов Новороссийского университета и высших женских курсов.